# Кубок Maxim
Кубок Maxim — один из корейских титулов го, в котором могут участвовать только игроки, достигшие высшего ранга го — 9 профессионального дана. Спонсором турнира является корейская компания Dong Suh Foods Co. Призовой фонд составляет 15 000 000 вон (около 12 700 долларов). В первом этапе турнира участвуют 18 игроков уровня 9 дана; методом жеребьёвки определяются два игрока, которые играют матч, победитель из этой пары играет матч со следующим игроком, и так далее. Максимальное количество побед одного игрока составляет 3, при достижении 3-х им побед в турнир вступают новые игроки. По итогам этого этапа определяются 4 сильнейших игрока, которые играют полуфинал по круговой системе, далее два финалиста встречаются в финальном этапе, состоящем из 3-х партий. Контроль времени в партиях составляет по 30 минут основного времени каждому игроку и один период бёёми в 40 секунд.

## Обладатели кубка
| Игрок          | Год             |
| -------------- | --------------- |
| Чхве Гю Бён    | 2000            |
| Ю Чханхёк      | 2001, 2002      |
| Цзян Чжуцзю    | 2003            |
| Жуй Найвэй     | 2004            |
| Ли Седол       | 2005 — 2007     |
| Пак Ён Хун     | 2008, 2010—2011 |
| Чхве Чхоль Хан | 2009            |
| Пак Чжон Хван  | 2012            |